# Odprto prvenstvo Avstralije 1990
Odprto prvenstvo Avstralije 1990 je teniški turnir, ki je potekal med 15. in 28. januarjem 1990 v Melbournu.

## Moški posamično
Ivan Lendl :  Stefan Edberg 4–6, 7–6(7–3), 5–2, pred.

## Ženske posamično
Steffi Graf :  Mary Joe Fernández 6–3, 6–4

## Moške dvojice
Pieter Aldrich /  Danie Visser :  Grant Connell /  Glenn Michibata 6–4, 4–6, 6–1, 6–4

## Ženske dvojice
Jana Novotná /  Helena Suková :  Patty Fendick /  Mary Joe Fernández 7–6(7–5), 7–6(8–6)

## Mešane dvojice
Natalija Zverjeva /  Jim Pugh :  Zina Garrison /  Rick Leach 4–6, 6–2, 6–3